# Liste de films français sortis en 2001
Listes de films français
- 1997
- 1998
- 1999
- 2000
- 2001
- 2002
- 2003
- 2004
- 2005

Liste non exhaustive de films français sortis en 2001.

## 2001
| Titre                               | Réalisateur                                      | Acteurs                                                                  | Genre              |
| ----------------------------------- | ------------------------------------------------ | ------------------------------------------------------------------------ | ------------------ |
| À ma sœur !                         | Catherine Breillat                               | Roxane Mesquida, Libero De Rienzo, Arsinée Khanjian                      | Drame              |
| L'Anglaise et le Duc                | Éric Rohmer                                      | Jean-Claude Dreyfus                                                      | Film historique    |
| La Bête de miséricorde              | Jean-Pierre Mocky                                | Bernard Menez, Jackie Berroyer, Patricia Barzyk                          | Comédie dramatique |
| Betty Fisher et autres histoires    | Claude Miller                                    | Sandrine Kiberlain, Nicole Garcia, Mathilde Seigner                      | Drame              |
| La Boîte                            | Claude Zidi                                      | Quentin Baillot, Jean-Marie Bigard, Jean-Christophe Bouvet               | Comédie            |
| Brève Traversée                     | Catherine Breillat                               | Sarah Pratt, Gilles Guillain                                             | film dramatique    |
| La Chambre des officiers            | François Dupeyron                                | Éric Caravaca, Denis Podalydès                                           | Guerre, drame      |
| Carrément à l'ouest                 | Jacques Doillon                                  | Lou Doillon, Caroline Ducey                                              | Comédie dramatique |
| Éloge de l'amour                    | Jean-Luc Godard                                  | Bruno Putzulu, Cécile Camp                                               |                    |
| L'Emploi du temps                   | Laurent Cantet                                   | Aurélien Recoing, Karin Viard, Serge Livrozet                            | Drame              |
| Le Fabuleux Destin d'Amélie Poulain | Jean-Pierre Jeunet                               | Audrey Tautou, Mathieu Kassovitz                                         | Comédie romantique |
| Félix et Lola                       | Patrice Leconte                                  | Philippe Torreton, Charlotte Gainsbourg, Alain Bashung                   | Drame              |
| Intimité                            | Patrice Chéreau                                  | Mark Rylance, Kerry Fox, Susannah Harker                                 | Drame              |
| Loin                                | André Téchiné                                    | Stéphane Rideau, Lubna Azabal                                            | Drame              |
| Ma femme est une actrice            | Yvan Attal                                       | Charlotte Gainsbourg, Yvan Attal                                         | Comédie romantique |
| Oui, mais...                        | Yves Lavandier                                   | Émilie Dequenne, Gérard Jugnot                                           | Comédie dramatique |
| Le Pacte des loups                  | Christophe Gans                                  | Samuel Le Bihan, Vincent Cassel, Monica Bellucci                         | Aventure           |
| Le Petit Poucet                     | Olivier Dahan                                    | Catherine Deneuve, Romane Bohringer, Élodie Bouchez                      | Fantasy            |
| Le Peuple migrateur                 | Jacques Perrin, Jacques Cluzaud et Michel Debats |                                                                          | Documentaire       |
| Le Placard                          | Francis Veber                                    | Daniel Auteuil, Gérard Depardieu, Thierry Lhermitte, Michèle Laroque     | Comédie            |
| Les Portes de la gloire             | Christian Merret-Palmair                         | Benoît Poelvoorde, Julien Boisselier, Étienne Chicot                     | Comédie dramatique |
| Quand on sera grand                 | Renaud Cohen                                     | Mathieu Demy, Amira Casar, Maurice Bénichou                              | Comédie dramatique |
| Sexy Boys                           | Stéphane Kazandjian                              | Julien Baumgartner, Matthias Van Khache, Jérémie Elkaïm, Armelle Deutsch | Comédie            |
| Le Soleil au-dessus des nuages      | Éric Le Roch                                     | Daniel Prévost, Hélène Vincent, Michel Hazanavicius                      |                    |
| Stalingrad                          | Jean-Jacques Annaud                              | Jude Law, Joseph Fiennes, Rachel Weisz, Ed Harris                        | Film de guerre     |
| Sur mes lèvres                      | Jacques Audiard                                  | Emmanuelle Devos, Vincent Cassel                                         | Drame              |
| Tosca                               | Benoît Jacquot                                   | Angela Gheorghiu, Roberto Alagna, Ruggero Raimondi                       | Opéra              |
| La Tour Montparnasse infernale      | Charles Nemes                                    | Éric Judor et Ramzy Bedia                                                | Comédie            |
| Un crime au Paradis                 | Jacques Becker                                   | Jacques Villeret, Josiane Balasko, André Dussollier                      | Comédie policière  |
| Va savoir                           | Jacques Rivette                                  | Jeanne Balibar, Sergio Castellitto                                       | Drame et Comédie   |
| Les Visiteurs en Amérique           | Jean-Marie Poiré                                 | Jean Reno, Christina Applegate, Christian Clavier                        | Comédie            |